# 张晓容
张晓容（1962年12月—），青海民和人，汉族，中国共产党党员。中华人民共和国政治人物、第十三届全国人民代表大会青海地区代表。2011年5月，任青海省发展和改革委员会副主任；2013年7月，任海东市市长；2015年5月，任西宁市市长。2021年2月，当选政协第十二届青海省委员会副主席。
2018年2月24日，当选为第十三届全国人大代表。